# René Milhoux
René Milhoux (Brussel, 1905 - Les Issambres, 19 juli 2003) was een Belgisch motorcoureur.

## Levensloop
Milhoux maakte zijn debuut in de motorsport op een Ready. Met deze motorfiets won hij in 1926 de Grand Prix-wegrace van België (die dat jaar tevens het EK was) bij de 175 cc. Later (eind jaren 20) sloot hij zich aan bij Gillet uit Herstal. Zijn prestaties trokken al snel de aandacht van FN, die besloten hem in te huren als teamleider in 1931. Het team bestond voorts uit onder meer Jean Tacheny, Pol Demeuter, Charlier en Noir. Als fabrieksrijder voor FN werd hij tweemaal Belgisch kampioen, in 1931 bij de 350 cc en in 1935 bij de 500 cc. Ook werd hij in 1935 tweede bij de 500 cc in de Ulster Grand Prix, die dat jaar tevens het EK was.
Op 22 april 1934 vestigde hij te Bonheiden een snelheidsrecord met een raceversie van de FN M866 500, hij haalde er een snelheid van 224,019 km/u, een verbetering van het vorige record met 10 km/u.
Zijn vader (Jules Milhoux) en zoon André waren eveneens sportief actief in respectievelijk de motor- en autosport.